# Північна Гренландська компанія
Північна Гренландська компанія (також Північна компанія, нід. Noordsche-Groenlandse Compagnie, нід. Noordse Compagnie) — нідерландська компанія, створена в XVII столітті для китобійного промислу. Існувала з 1614 по 1642 роки.

## Історія
В 1612 році перша голландська китобійна експедиція вирушила у Нову Землю, після того, як було визнано, що китобійний промисел поблизу Мису Доброї Надії безперспективний. Північна Компанія була заснована 27 січня 1614 року на острові Вліланд.
Китобійний промисел був жорстко прив'язаний до сезону. Кораблі (частина команди яких складали голландці, а частина — наймані матроси з інших країн), вирушали в плавання навесні з різних портів Нідерландів. Через три тижні вони приходили в прибережні води Шпіцбергена, Ян-Майєна або острова Ведмежий. У вересні або в жовтні кораблі поверталися назад до Нідерландів. На Ян-Маєн і Шпіцберген були засновані китобійні селища, в яких влітку виробляли ворвань та інші продукти. Компаніям протягом багатьох років належала монополія на китовий промисел.

## Організація
Компанією керували п'ять окремих самостійних відділень, які знаходились в містах Амстердам, Хоорн, Енкхейзен, Роттердам і Делфт. Кожне відділення будувало на арктичних островах свої поселення.